# 秦巴点地梅
秦巴点地梅（学名：Androsace laxa）为报春花科点地梅属下的一个种。

## 扩展阅读
- 維基物種上的相關：秦巴点地梅